# Centre Wenner-Gren

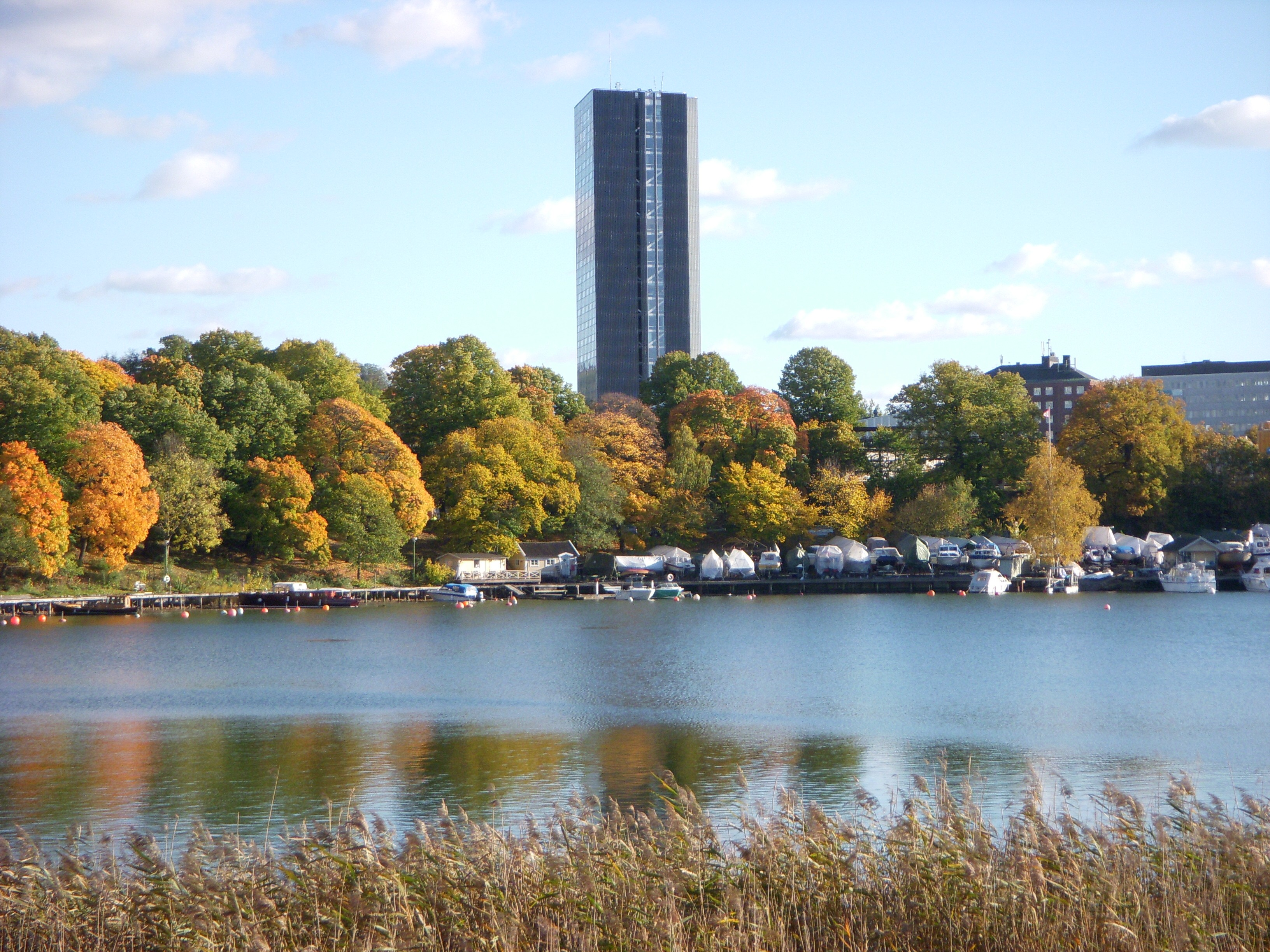
Le centre Wenner-Gren vu depuis les rives du lac Brunnsviken.

Le centre Wenner-Gren est un complexe immobilier situé dans le quartier de Vasastan à Stockholm. Il est constitué de trois bâtiments, dont une tour qui compte parmi les immeubles les plus hauts de la capitale suédoise.

## Contexte
Axel Wenner-Gren (1881-1961), directeur général du groupe électroménager suédois Electrolux, amasse une fortune considérable dans les années 1920 en commercialisant des aspirateurs et des réfrigérateurs, principalement aux États-Unis. Faisant suite à une proposition du prix Nobel de médecine Hugo Theorell, il fait don en 1955 d'une somme de huit millions de couronnes, en vue de la création à Stockholm d'un centre d'hébergement destiné aux scientifiques en visite dans la capitale. Le centre Wenner-Gren est érigé sur un terrain cédé par le gouvernement suédois, situé sur la route qui mène au nouvel aéroport international d'Arlanda. Les travaux prennent fin en 1961, peu avant la mort d'Axel Wenner-Gren.

## Le complexe

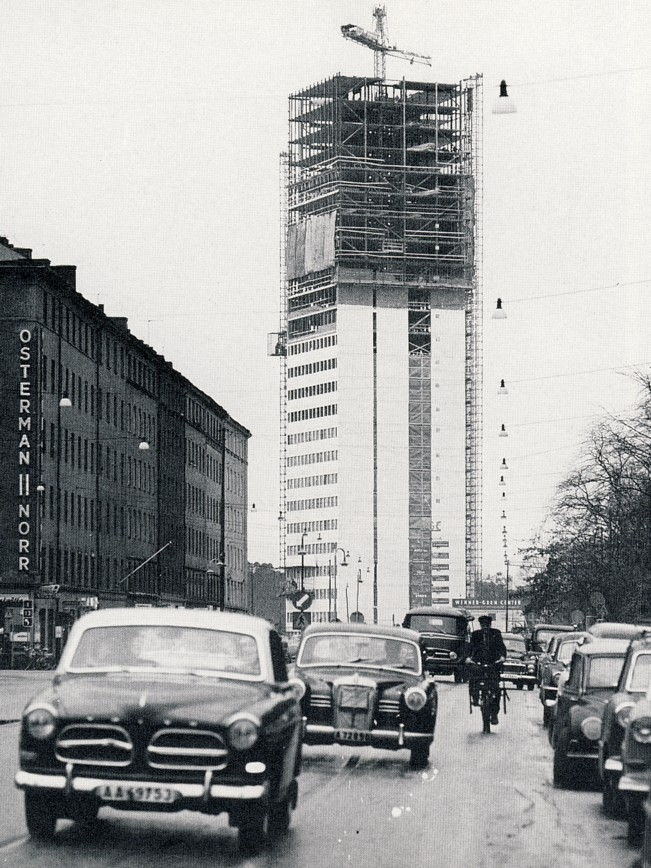
Le bâtiment en 1960.

Le centre Wenner-Gren est construit dans les années 1959-1961, et est inauguré en janvier 1962. Les architectes Sune Lindström et Alf Bydén (sv) créent un complexe composé de trois bâtiments :
- le centre de conférence Tetragon,
- un bâtiment de forme semi-circulaire, Helicon, qui abrite les logements pour scientifiques, conformément au projet initial,
- Pylon, une tour de 24 étages haute de 74 mètres (82,4 mètres avec l'antenne) qui héberge des bureaux et les locaux des fondations Wenner-Gren.

Avec son bâtiment semi-circulaire au centre duquel se dresse un gnomon, le centre Wenner-Gren évoque un cadran solaire. La forme semi-circulaire est héritée des rives d'un petit lac qui se trouvait précédemment à cet endroit, et qui a laissé son nom au voisinage : Ormträsket.
La tour Pylon, qui est constituée d'un squelette en acier, est au moment de son inauguration le premier immeuble de Suède, et l'immeuble le plus haut d'Europe, basé sur cette technique de construction. Pour renforcer l'impression de hauteur, le bâtiment est plus étroit au sommet qu'à la base. Les deux petits côtés sont recouverts de tôle ondulée, les cages d'escalier étant marquées par des colonnes de fenêtres. Les grands côtés sont recouverts de verre teinté, un type de façade encore inhabituel à l'époque.
Les salles de réception situées au sommet du Pylon offrent une vue panoramique sur Stockholm.

## Galerie

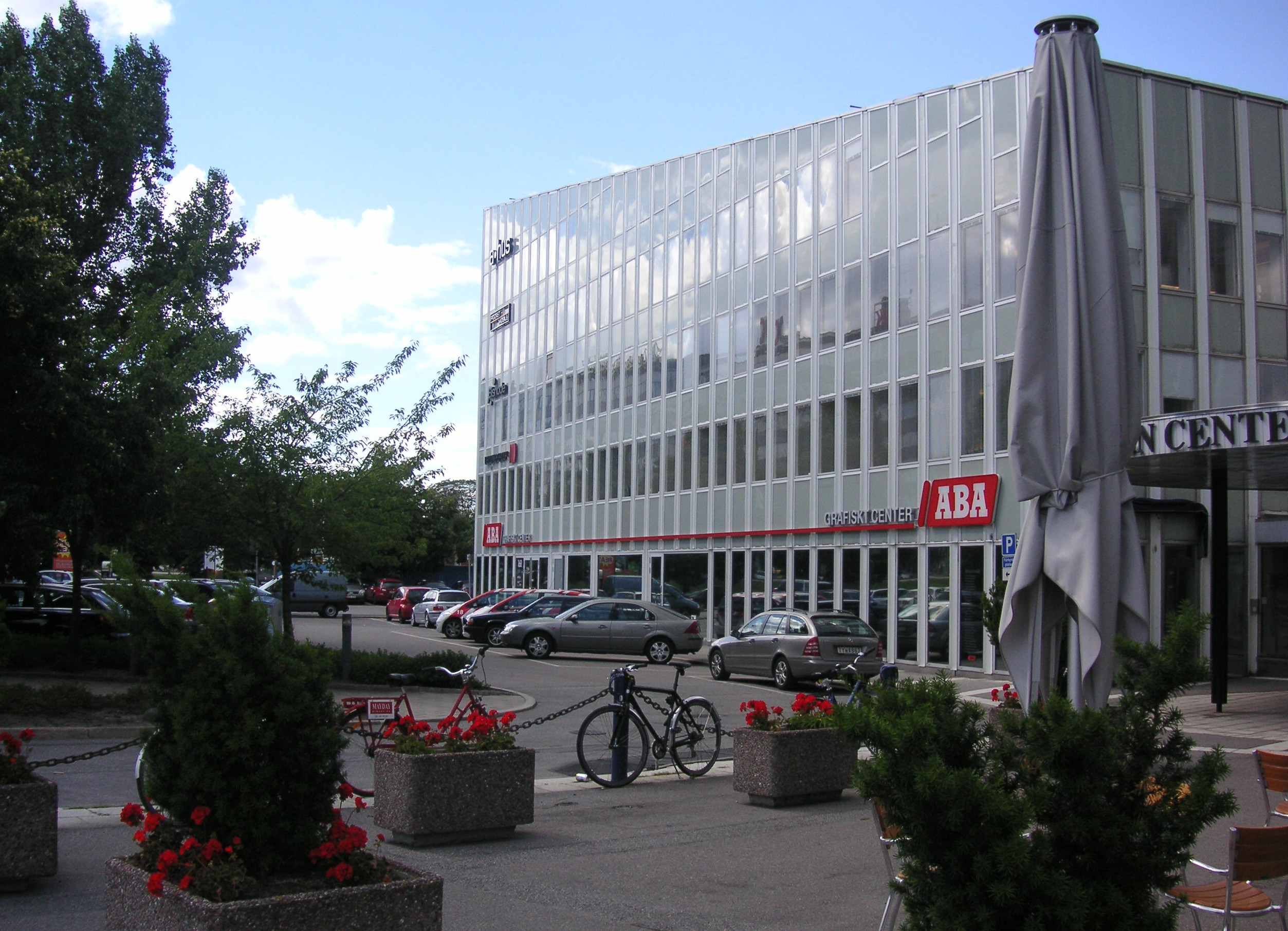
Tetragon
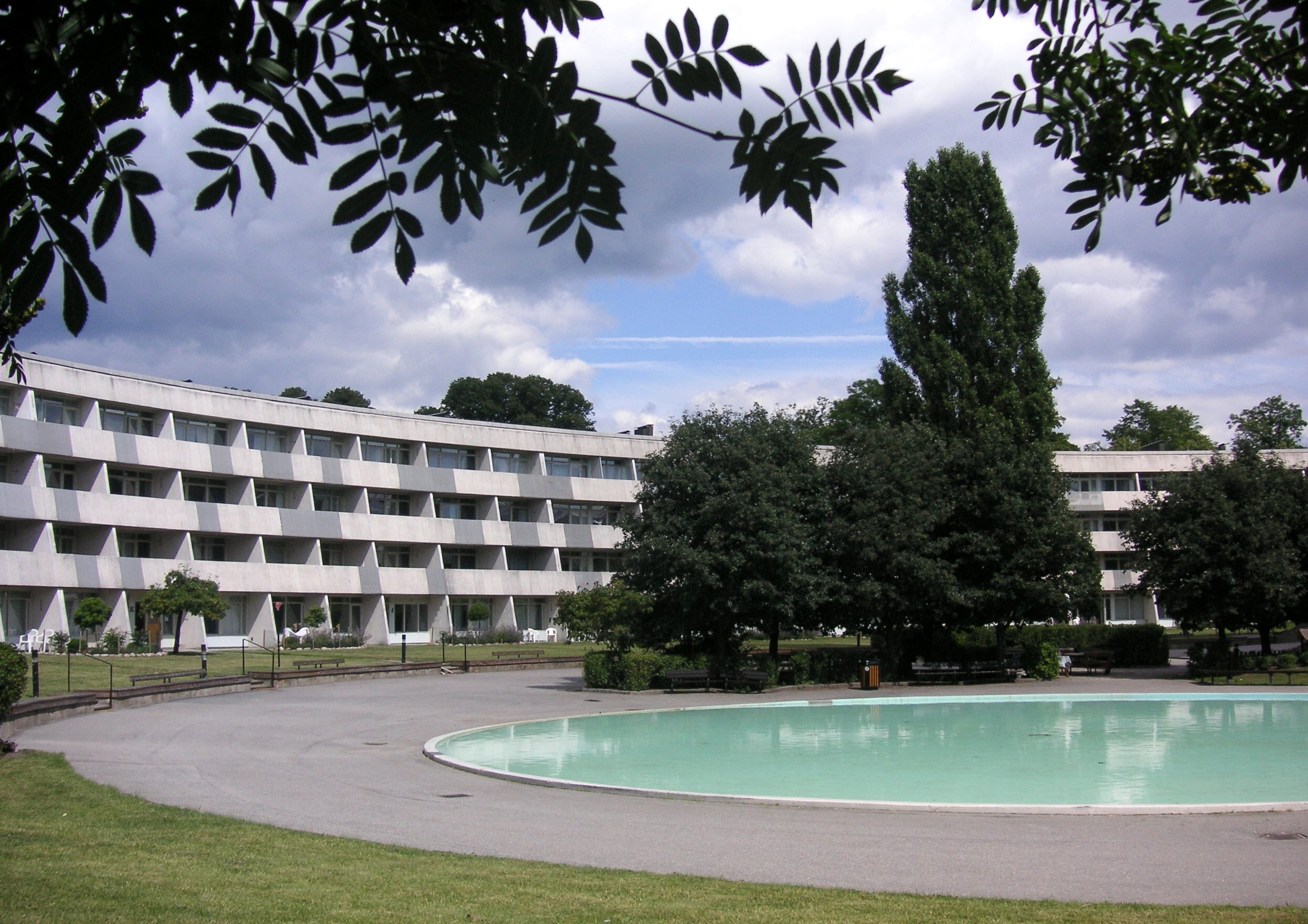
Helicon
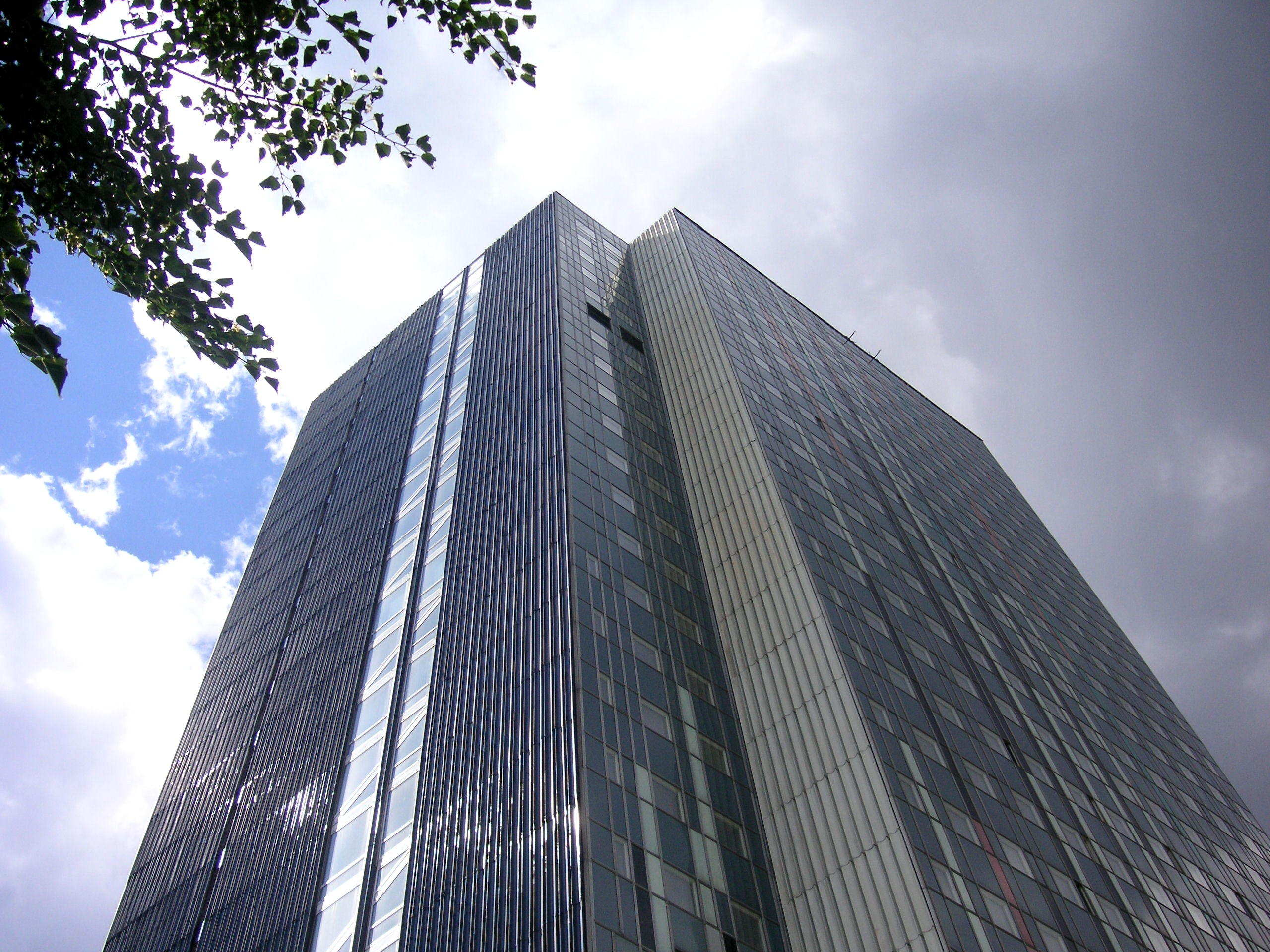
Pylon
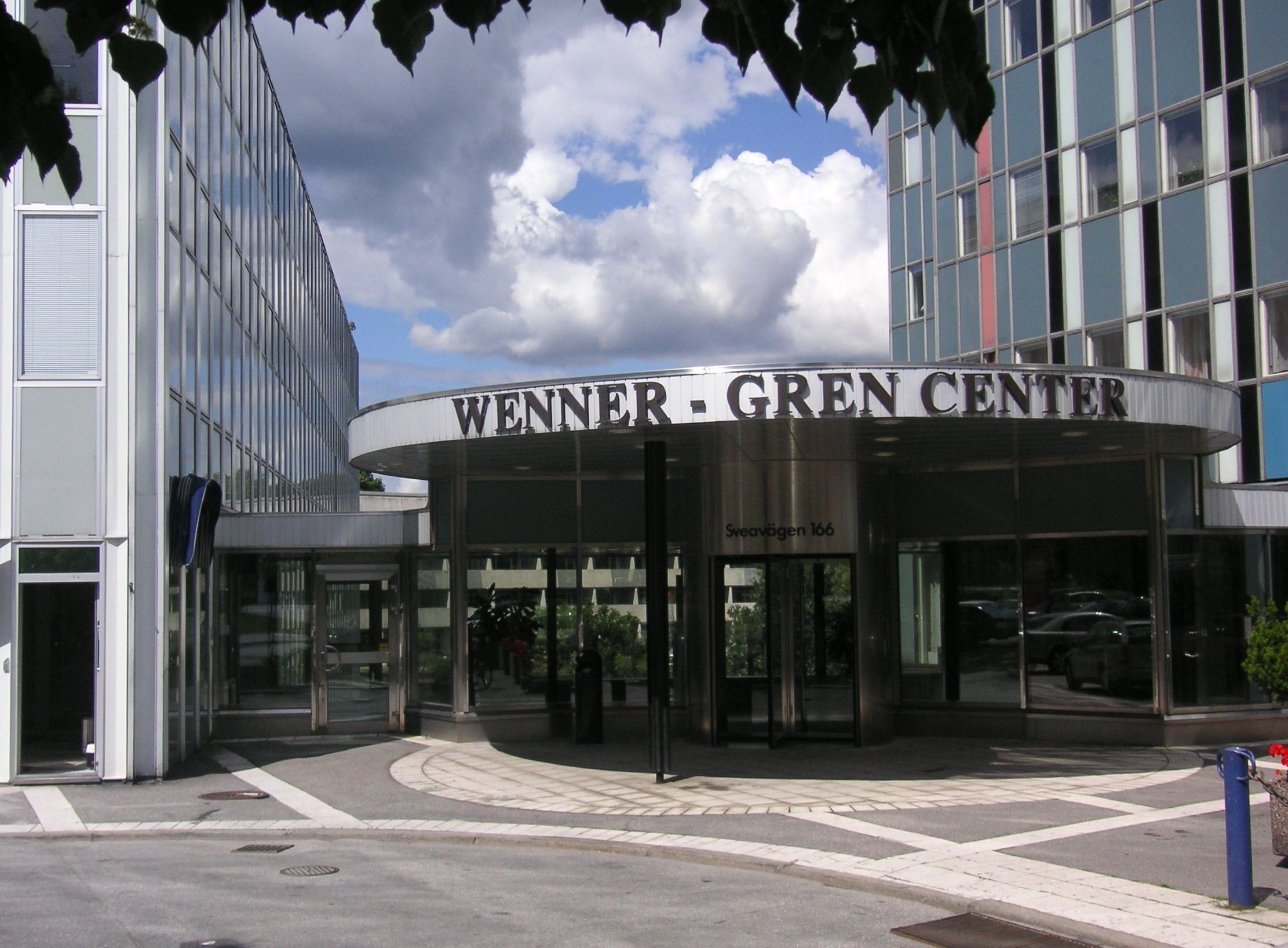
L'entrée principale.